# بلدة فالي مقاطعة شريدن (كنساس)
بلدة فالي، مقاطعة شريدن (بالإنجليزية: Valley Township, Sheridan County, Kansas)‏ هي منطقة سكنية تقع في الولايات المتحدة في مقاطعة شيريدان، كانزاس.  يقدر عدد سكانها بـ 109 نسمة  وترتفع عن سطح البحر 748.9 متر.